# 오펜시브 태클

공격 포메이션에서 태클의 위치

미식축구와 캐나다식 축구에서 오펜시브 태클 (Offensive Tackle / OT, T)은 오펜시브 라인을 구성하는 포지션이다. 다른 오펜시브 라인맨들처럼 그들의 임무는 상대 수비수들이 볼을 가진 공격수에게 물리적으로 접근하지 못하도록 블로킹 하는 것이다.
태클은 오펜시브 라인에 있어 강력한 포지션이다. 빠른 발놀림과 기동성을 바탕으로 블로킹을 한다. 태클은 대부분 Outside Protection(오펜시브 라인의 바깥쪽 방어)을 담당한다. 타이트 엔드가 패스를 받기 위해 빠져나가면, 태클은 가드가 커버하지 못하는 모두와 타이트 엔드가 커버하지 않는 모두를 방어해야 한다. 태클은 대체로 수비팀의 디펜시브 엔드를 상대하게 된다. NFL에서 오펜시브 테클들은 종종 6피트 4인치(193 센치미터)와 300파운드(136 킬로그램)을 상회한다.

## 라이트 태클
라이트 태클 (right tackle / RT)은 대체로 팀내 최고의 런 블로커이다. 대체로 런닝 플레이들은 오펜시브 라인의 Strong Side (타이트 엔드가 있는 방향)를 향한다. 필연적으로 라이트 태클은 수비팀 최고의 런 스토퍼들과 마주치게 된다. 그 괴정에서 러닝백이 뚫고 들어갈 공간을 찾을 수 있도록 블로킹을 통해 상대 수비를 끌어낼 수 있어야 한다.
라이트 태클이나 레프트 태클로 지정되면 스크리미지 라인 중 가드의 바깥쪽과 타이트 엔드 혹은 와이드 리시버 안쪽에 위치하게 된다. 런닝 플레이에서 태클은 러닝백이 볼을 가지고 움직일 수 있는 길을 만들기 위해 수비수들을 밀어낸다. 패싱 플레이에서, 태클은 쿼터백 색을 위해 달려 들어오는 수비수들을 차단한다. 태클은 부적격 리시버로서 패스를 받을 수 없다.

## 레프트 태클
레프트 태클 (left tackle / LT)은 대체로 팀내 최고의 패스 블로커이다. 두 태클들 중에 레프트 태클은 디펜시브 엔드들의 패스 러시를 차단하기 위해 라이트 태클보다 더 좋은 발놀림과 민첩성을 요구 받는다. 대부분의 쿼터백이 오른손잡이이므로 볼을 던지기 위해 스크리미지 라인쪽으로 왼쪽 어깨를 노출시킬 수밖에 없다. 그러므로 쿼터백은 왼쪽으로부터 다가오는 수비수들에 대해서는 등을 보이게 되는데 이것은 레프트 태클들이 반드시 보호해야 할 취약점이다.
Michael Lewis가 2006년 펴낸 책 The Blind Side: Evolution of a Game은 레프트 태클 포지션에 대해 재조명했다. 이책에서는 어떻게 90년대 중반 NFL에서 레프트 태클들의 연봉이 폭증할 수 있었는지에 대해 논의했다. 우수한 레프트 태클은 팀의 필수 포지션으로 인정받고 있고, 종종 쿼터백 다음으로 높은 연봉을 받고 있다.
현재 NFL에서 레프트 태클로 명성을 얻고 있는 선수들은 Walter Jones, Joe Thomas, John Tait, Chris Samuels, Jammal Brown, Orlando Pace, Matt Light, Jason Peters 등이 있다.